# Paneer
Il paneer (Hindi: पनीर panīr, dal persiano پنير panir) è un formaggio fresco comune nella cucina del Sud dell'Asia. È di origine indiana e pakistana.
A differenza di tutti gli altri formaggi per produrre questo non c'è bisogno di usare il caglio come agente coagulante: viene usato il succo di limone nel latte riscaldato, rendendolo così completamente latto-vegetariano e divenendo così una delle risorse di proteine per i vegetariani in India.
Di solito questo formaggio non è salato.
È simile al queso blanco in alcuni paesi del Sud America, all'anari a Cipro, al beyaz peynir in Turchia.

## Galleria d'immagini

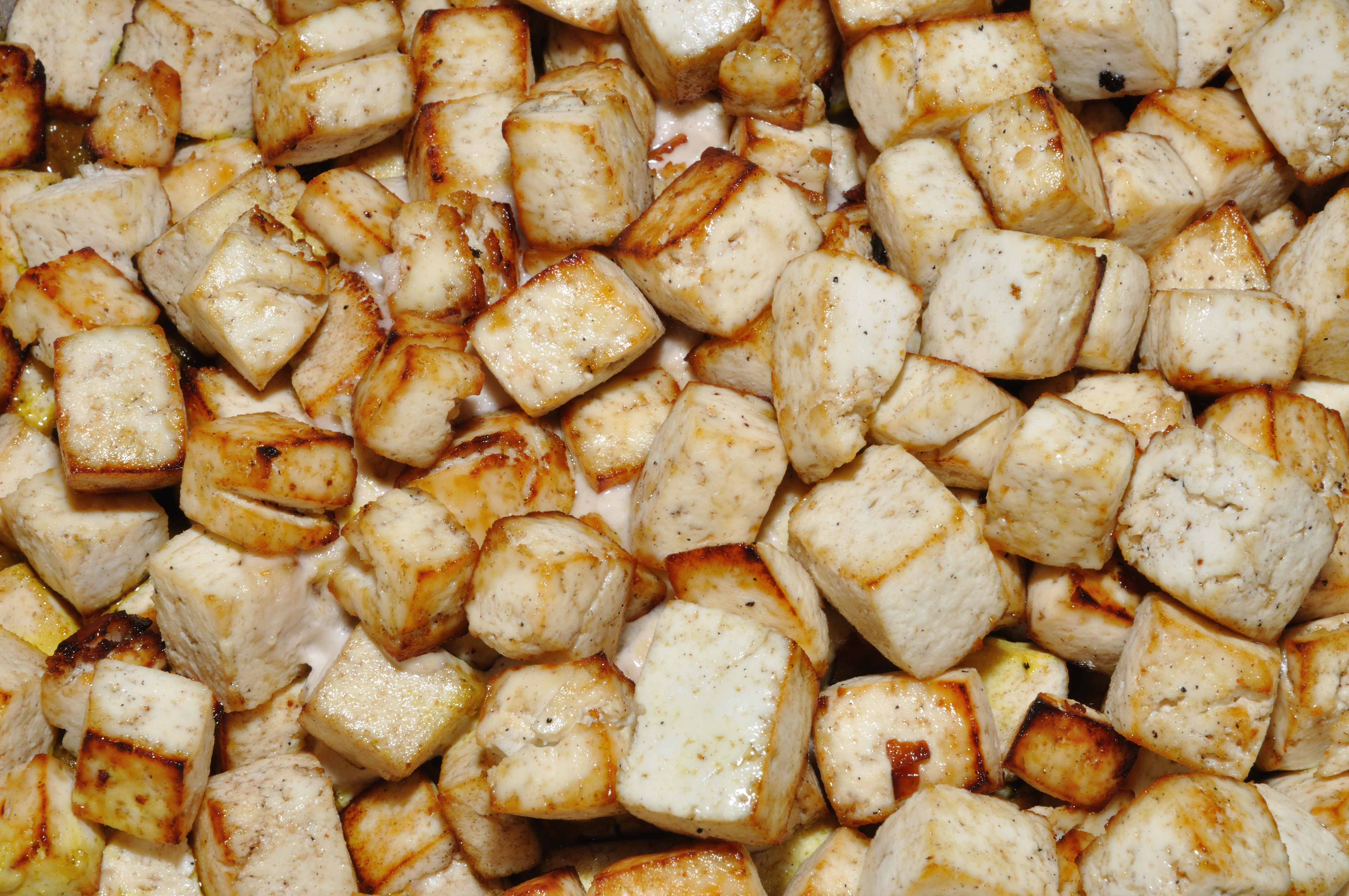
Paneer fritto
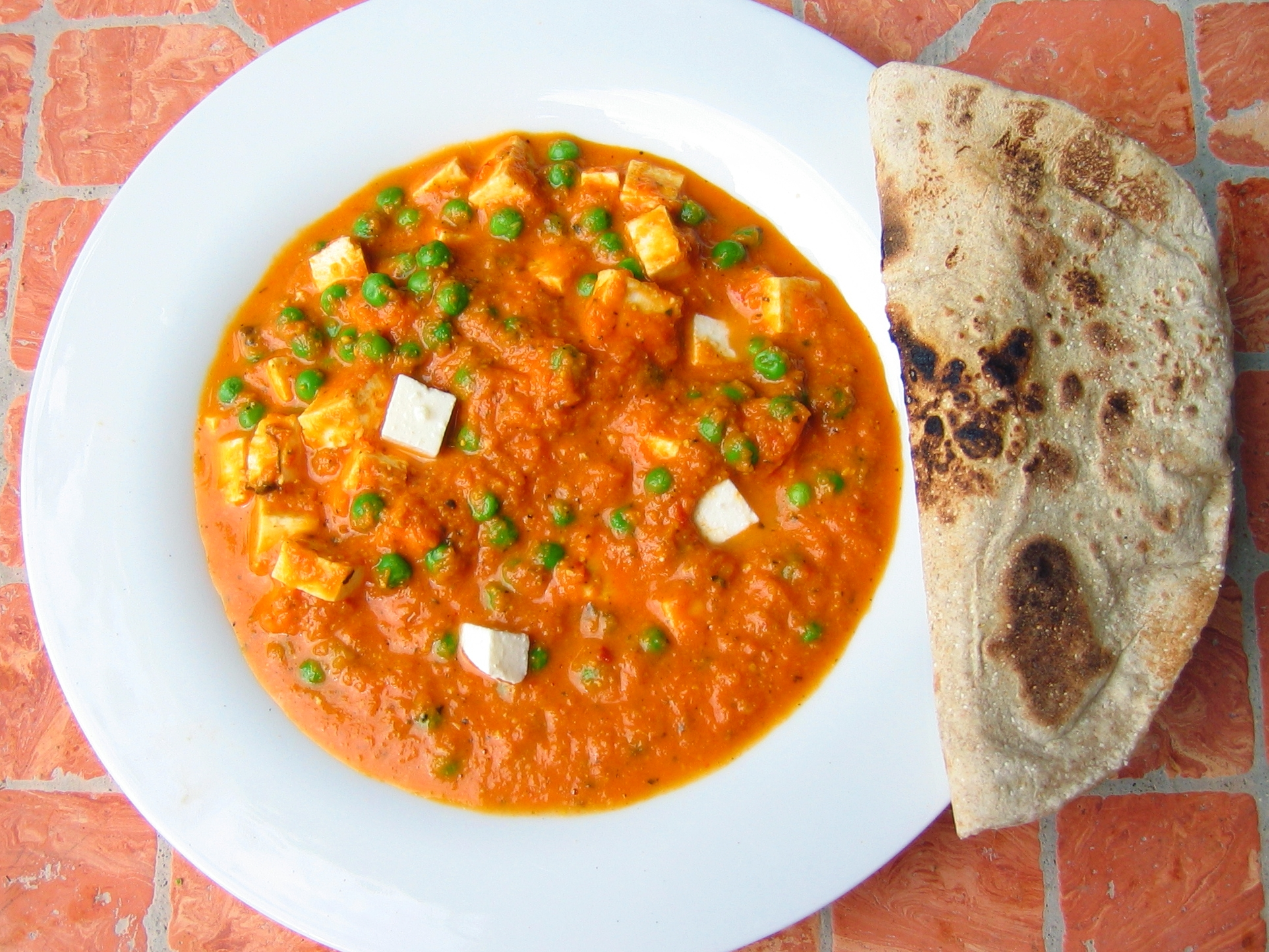
Paneer con piselli e salsa di pomodoro cremosa
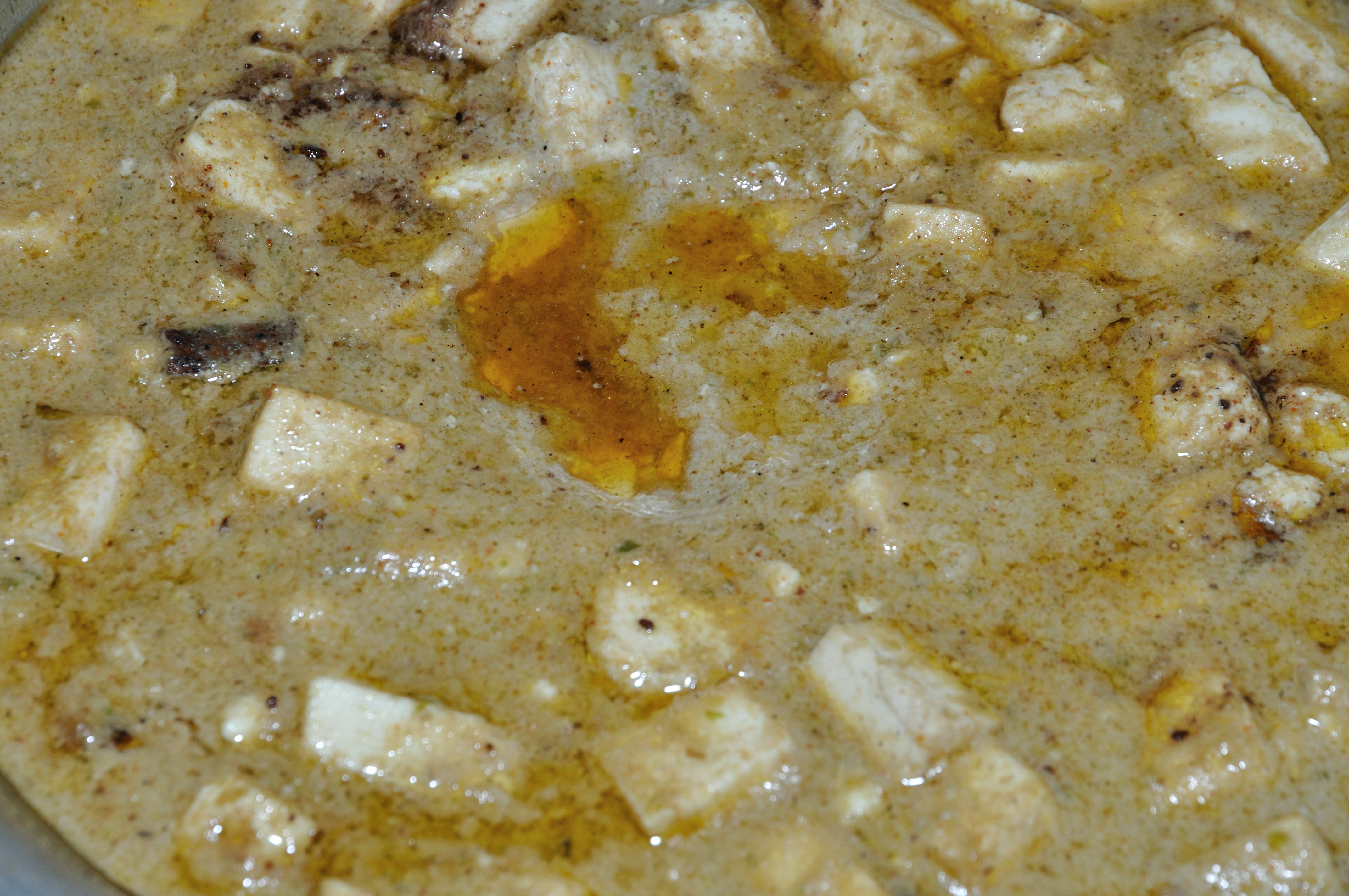
Paneer con curry